# Theta1 Orionis A
Theta1 Orionis A (θ1 Orionis A, θ1 Ori A, auch 41 Ori A) ist ein Mehrfachsternsystem und ein Mitglied des Trapez im Orionnebel.
Theta1 Orionis A1 ist ein Algolstern mit einem Begleiter in einer Entfernung von etwa 1 AE, der einen Helligkeitseinbruch alle 65 Tage verursacht. Der Begleiter ist wohl ein T-Tauri-Stern mit etwa 2,6 Sonnenmassen.
Ein weiterer Begleiter (Theta1 Orionis A2) mit etwa 4 Sonnenmassen befindet sich in etwa 100 AE Entfernung, wodurch das System zu einem Mehrfachstern wird. Dieser Stern hat Spektralklasse F und befindet sich noch in der Vorhauptreihenphase. Er umrundet die anderen beiden Sterne etwa alle 200 Jahre.